# 波上騒動
波上騒動（なみのうえそうどう）とは、1971年8月11日にアメリカ占領下の沖縄の那覇市で発生した暴動事件。

## 事件の概要

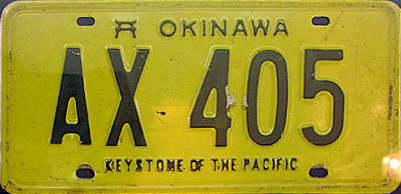
標的となった黄色ナンバープレート

1971年8月11日午前1時30分、軍道1号線（現国道58号）の那覇軍港前で、客待ちをしていたタクシーに向かってアメリカ兵が投石を行い、さらに運転手を殴りつけて負傷させた。アメリカ兵はまもなく拘束され、琉球警察那覇警察署山下派出所に連行された。
すると、近くに居合わせた被害者の同僚のタクシー運転手や通行人約100人が山下派出所に集結し、「米兵を出せ！」と騒ぎ出した。そのため警察は、那覇市泉崎にあった那覇警察署に米兵の身柄を移した。そして群衆も那覇署に移動し、那覇署前交差点（現県庁前交差点）は、野次馬も含めて約400人の群衆で一杯になった。
那覇署では非常招集をかけ、不測の事態に備えると同時に、群衆に向かって「被疑者の引渡しはできない」と根気強く説得した。
午前3時30分頃、群衆の中から「外人は波上にいるぞ！」という声がでて、タクシーに分乗して当時外人バーがあった波上地区（那覇市辻付近）に移動した。そこで、黄色のナンバープレート（当時の米軍関係者車両に付いていた）の乗用車をひっくり返して火を付けて炎上させたり、通りがかりの外国人を袋叩きにした。
まもなく機動隊も駆けつけて、騒ぎは午前4時過ぎ頃に沈静化した。
なお事件の発端となった米兵は、その後憲兵に引き渡された。